# 2,5-二甲基苯酚
2,5-二甲基苯酚是一种有机化合物，化学式为C8H10O，它是二甲基苯酚的同分异构体之一。它可由对二甲苯磺化、碱熔制得；它也可由2,5-二甲基异丙苯为原料，氧化为过氧化物后在酸性环境下重排得到。它是药物中间体，可用于合成吉非罗齐。